# De anställdas centralorganisation
De anställdas centralorganisation (Daco) var en facklig centralorganisation som bildades 1931 av åtta tjänstemannaorganisationer inom privat sektor.
Ett av de viktigaste motiven för bildandet av Daco var att uppnå förenings- och förhandlingsrätt för tjänstemännen inom privat sektor. Detta mål uppnåddes genom 1936 års lag om förenings- och förhandlingsrätt. 
År 1944 gick Daco samman med "gamla Tco" (grundat 1937 av flera fackförbund för offentliganställda tjänstemän) till det moderna TCO. År 1931 hade Daco-förbunden sammanlagt 20 197 medlemmar (9 förbund), 1935 28 413 medlemmar (17 förbund) och 1937 46 562 medlemmar (16 förbund).

## Medlemsförbund
De åtta grundarförbunden:
- Sveriges Verkstäders Tjänstemannaförbund (SVT), från 1932 Sif
- Sveriges Arbetsledareförbund (Salf)
- Svenska bankmannaföreningen
- Sveriges Järnvägars Kontorspersonalsförbund
- Sveriges Fartygsbefälsförening
- Svenska Maskinbefälsförbundet
- Sveriges Grafiska Faktorsförbund
- Sveriges Radiotelegrafistförening

Senare tillkom, bland annat:
- Kontoristförbundet/Handelstjänstemannaförbundet - HTF (1937–)
- Sveriges Restaurangkassörskeförening (1931–)
- Svenska Rederitjänstemannaföreningen (1933–)
- Försäkringstjänstemannaföreningen (1935–)

## Ordförande
- 1931–1936 Viktor von Zeipel
- 1936–1938 Ernst Ahlberg
- 1938–1944 Gunnar Osvald